# Brachypeplus mauli
Brachypeplus mauli é uma espécie de insetos coleópteros polífagos pertencente à família Nitidulidae.
A autoridade científica da espécie é Gardner & Classey, tendo sido descrita no ano de 1962.
Trata-se de uma espécie presente no território português.